# Märtha von Friesen
Märtha Eugenia Lovisa von Friesen, född 20 september 1853 i Hökhuvuds socken, i dåvarande Stockholms län, död 29 september 1924, var en svensk pedagog. Hon var föreståndare vid Kjellbergska flickskolan 1886–1912. 
Märtha von Friesen var dotter till kontraktsprosten Fredrik von Friesen och Justina Brolin. Hon tog examen vid Högre lärarinneseminariet 1874. Hon arbetade sedan som privatlärare, vid Wallinska skolan 1877–1886 och blev sedan föreståndare vid Kjellbergska flickskolan. Hon blev 1911 inspektor för Kvinnliga yrkesskolan i Göteborg. 
Hon tilldelades 1909 den kungliga medaljen Illis quorum.